# Juan José Pizzuti
Juan José Pizzuti (Barracas, Buenos Aires, 9 mei 1927 - aldaar, 24 januari 2020) was een Argentijns voetballer en trainer. 
Pizzuti begon zijn carrière bij Banfield en kwam op 19-jarige leeftijd in de eerste ploeg. Hij werd topschutter in 1949 wat hem onder de aandacht van grote clubs bracht en hij maakte de overstap naar River Plate in 1951. Na amper een jaar ging hij naar Racing Club, waar hij in 1953 ook topschutter werd. In 1955 ging Pizzuti naar Boca, maar speelde daar niet lang en keerde terug naar Racing. In 1958 en 1961 won hij de titel met Racing. Zijn carrière sloot hij af bij Boca.
Tussen 1951 en 1959 speelde hij ook voor de nationale ploeg en maakte deel uit van het team dat in 1959 Zuid-Amerikaans kampioen werd. Hij scoorde drie keer op dat toernooi. 
Na zijn spelerscarrière begon hij een trainerscarrière. Hij leidde Racing in 1966 naar de landstitel en een jaar later won hij met zijn team de Copa Libertadores tegen Nacional. Het succes dikte verder aan in de intercontinentale beker waarbij het Schotse Celtic FC verslagen werd. Racing werd zo de eerste Argentijnse wereldkampioen. Na vier jaar hield hij het voor bekeken bij Racing.
In 1970 werd hij bondscoach. Op de Braziliaanse Onafhankelijkheidsbeker werd Argentinië vierde en hierna nam hij ontslag als bondscoach. 